# Barboure
Die Barboure ist ein kleiner Fluss in Frankreich, der im Département Meuse in der Region Grand Est verläuft. Sie entspringt im Gemeindegebiet von Naives-en-Blois, entwässert generell in Richtung Südwest bis West und mündet nach rund 14 Kilometern an der Gemeindegrenze von Boviolles und Naix-aux-Forges als rechter Nebenfluss in den Ornain. Unmittelbar vor seiner Mündung unterquert die Barboure den Canal de la Marne au Rhin (Westabschnitt).

## Orte am Fluss
- Bovée-sur-Barboure
- Reffroy
- Marson-sur-Barboure
- Boviolles

## Sehenswürdigkeiten
- keltisches Oppidum Baviolles
- gallorömische Stadt Nasium (heute: Naix-aux-Forges)